# Marcelo Soares
Marcelo Soares (nacido el 9 de marzo de 1982) es un futbolista brasileño que se desempeña como delantero.
Jugó para clubes como el Ponte Preta, Vegalta Sendai, Anápolis, Sampaio Corrêa y São Caetano.

## Trayectoria

### Clubes
| Club             | País   | Año         |
| ---------------- | ------ | ----------- |
| J.Malucelli      | Brasil | 2007        |
| Ponte Preta      | Brasil | 2008 - 2010 |
| Vegalta Sendai   | Japón  | 2009        |
| Guaratinguetá    | Brasil | 2010        |
| Comercial        | Brasil | 2011        |
| Anápolis         | Brasil | 2011        |
| Sampaio Corrêa   | Brasil | 2011        |
| Novo Hamburgo    | Brasil | 2012        |
| Rio Branco       | Brasil | 2012 - 2013 |
| XV de Piracicaba | Brasil | 2013        |
| São Caetano      | Brasil | 2013        |